# Lugubria ternetzi
Lugubria ternetzi là một loài cá hoàng đế bản địa của Nam Mỹ. Loài này sinh sống trong lưu vực sông Oyapock ở Guyane thuộc Pháp và Brasil. Chiều dài tối đa được ghi nhận của loài này là 24,5 cm (9,6 in).